# Peteranec
Peteranec je vesnice a správní středisko stejnojmenné opčiny v Chorvatsku v Koprivnicko-križevecké župě. Nachází se asi 3 km severovýchodně od Koprivnice. V roce 2011 žilo v Peteranci 1 431 obyvatel, v celé opčině pak 2 704 obyvatel.
Součástí opčiny jsou celkem 3 trvale obydlené vesnice.
- Komatnica – 61 obyvatel
- Peteranec – 1 431 obyvatel
- Sigetec – 1 212 obyvatel

Peterancem procházejí státní silnice D41 a župní silnice Ž2113.